# Charaxes tiridates
Charaxes tiridates är en fjärilsart som beskrevs av Pieter Cramer 1777. Charaxes tiridates ingår i släktet Charaxes och familjen praktfjärilar. Inga underarter finns listade i Catalogue of Life.

## Bildgalleri

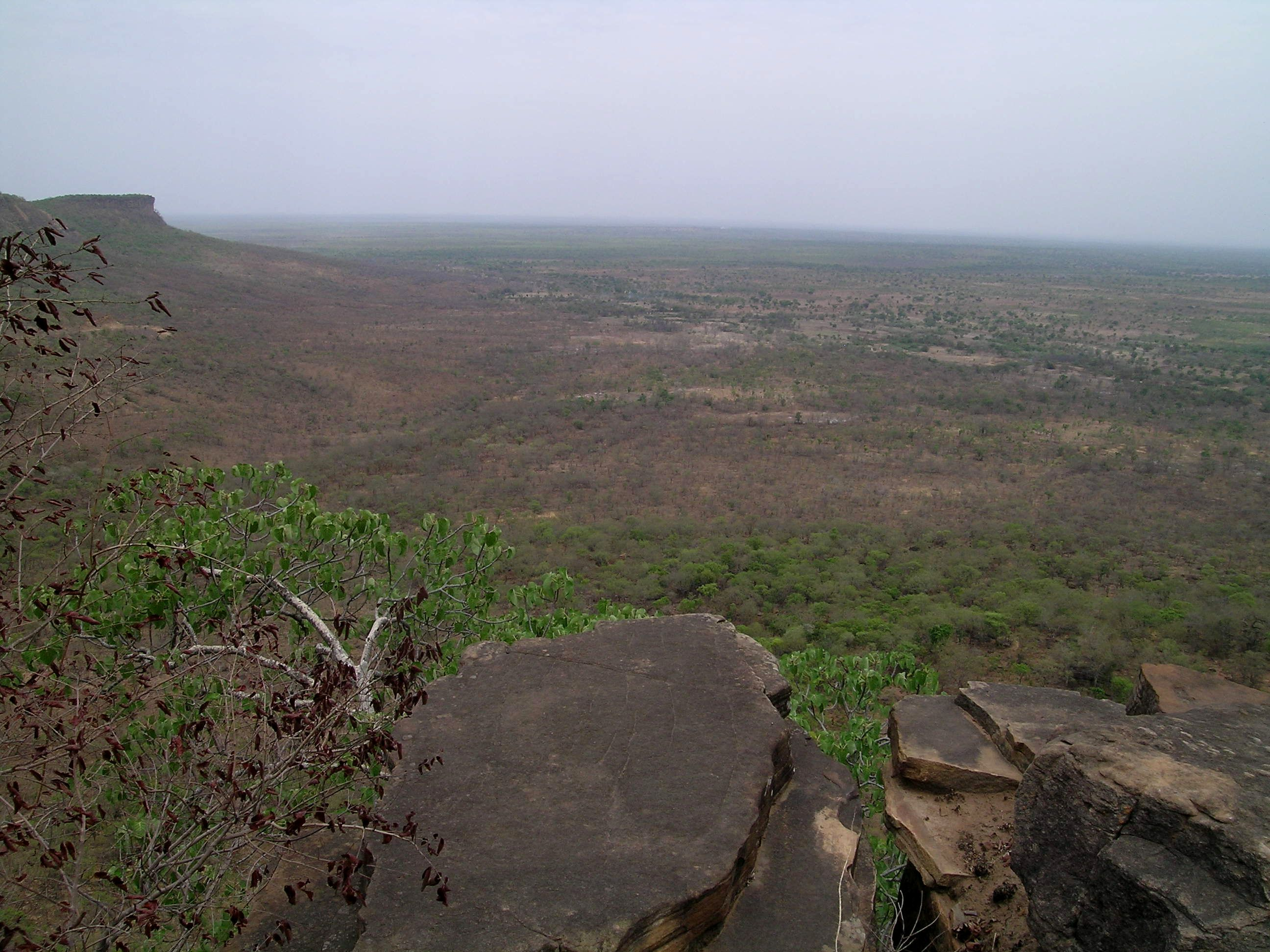
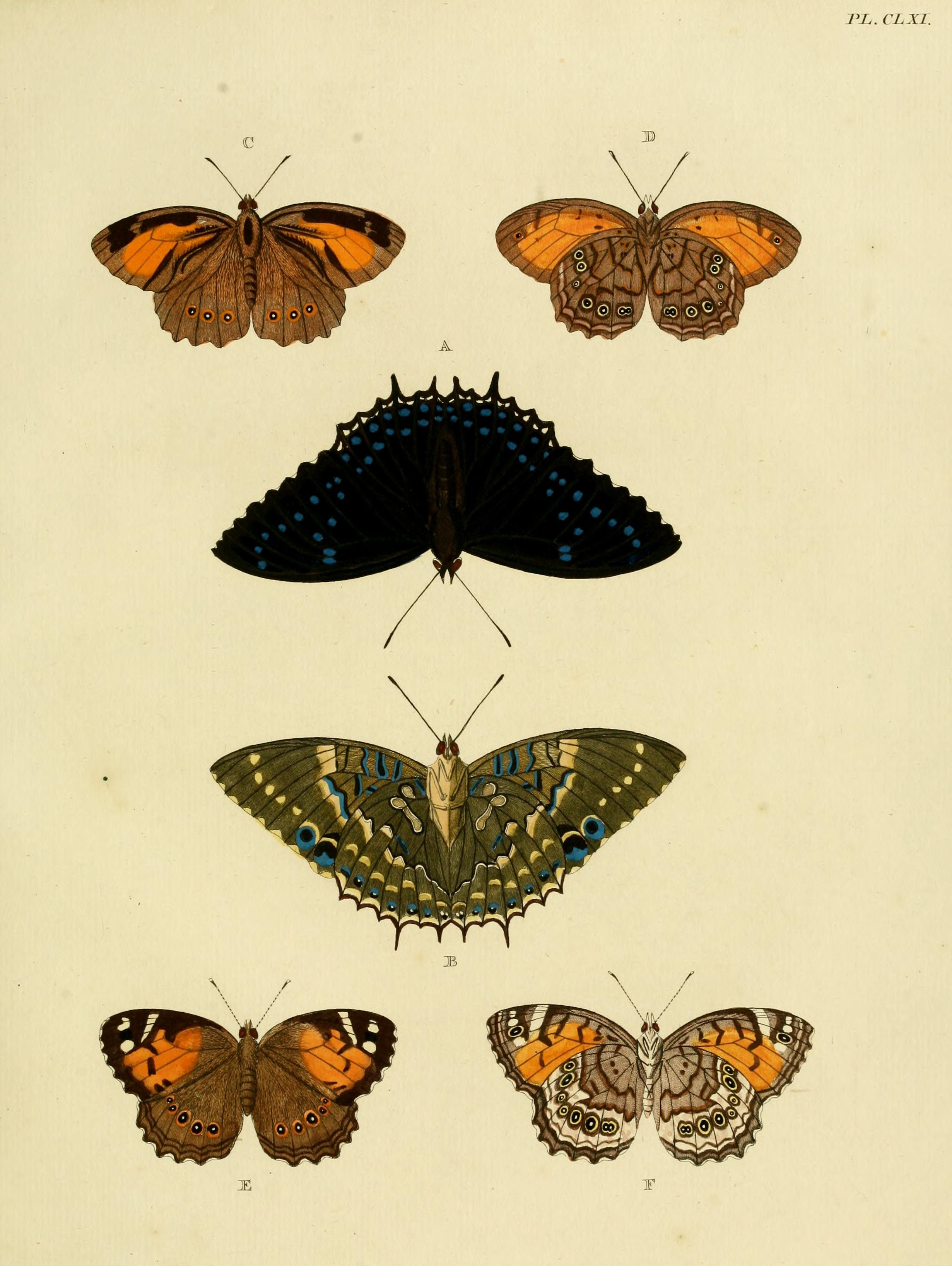